# Aide-toi, le ciel t'aidera (film)
Pour les articles homonymes, voir Aide-toi, le ciel t'aidera.
Pour plus de détails, voir Fiche technique et Distribution.
Aide-toi, le ciel t'aidera est un film français réalisé par François Dupeyron, sorti en 2008.

## Synopsis
Sonia vit dans une cité et jongle avec ses quatre enfants et son travail d'aide à domicile. Le jour du mariage de sa fille aînée, le ciel lui tombe sur la tête : elle apprend la mort de son mari...

## Fiche technique
- Titre : Aide-toi, le ciel t'aidera
- Réalisation : François Dupeyron
- Scénario : François Dupeyron
- Production : Laurent et Michèle Pétin
- Photographie : Yves Angelo
- Montage : Dominique Faysse
- Distribution : Brigitte Moidon
- Décors : Patrick Durand
- Costumes : Laurence Esnault
- Pays de production :  France
- Format : couleur - 1,85:1 - Dolby Digital
- Genre : Comédie
- Durée : 94 minutes
- Date de sortie : 
  - France : 26 novembre 2008

## Distribution
- Félicité Wouassi : Sonia
- Claude Rich : Robert
- Elizabeth Oppong
- Ralph Amoussou : Victor
- Charles-Etienne N'Diaye : Léo
- Jacky Ido : Fer
- Mata Gabin : Marijo
- Fatou N'Diaye : Liz
- Renée Le Calm : Mme Docase
- Raymond Gil : M. Docase
- Jacqueline Dufranne : Lise
- Marcel Cuvelier : Monsieur